# Notospartium
Notospartium là một chi rau đậu thuộc họ Fabaceae. Nó gồm các loài:
- Notospartium carmichaeliae
- Notospartium glabrescens
- Notospartium torulosum

## Hình ảnh

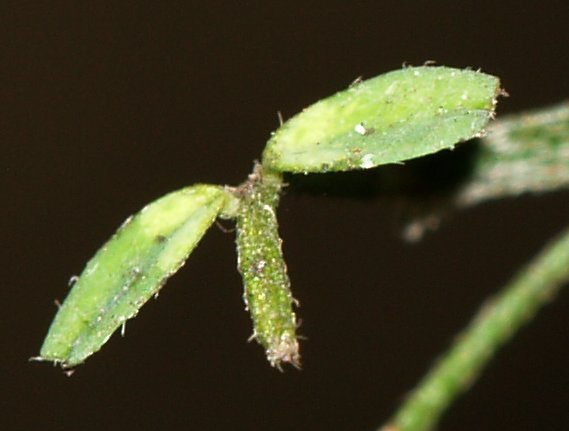
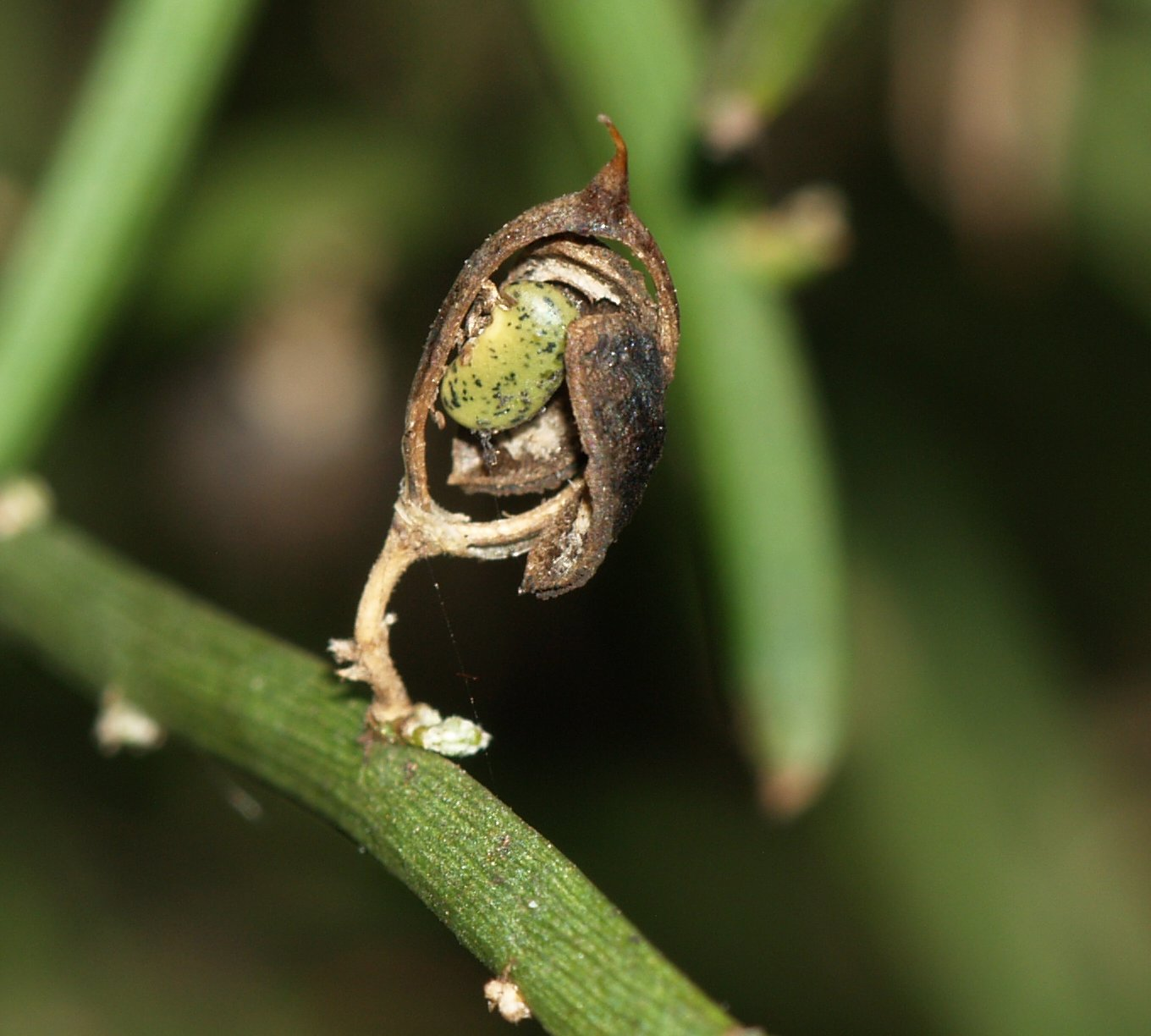